# Andrzej Zebrzydowski z Więcborka
Andrzej Zebrzydowski z Więcborka herbu Radwan (zm. przed 19 maja 1597) – kasztelan śremski w latach 1592–1597.
Wojewodzic kaliski.
Poseł na sejm 1590 roku z województwa krakowskiego.